# Sophie Gräfin Attems-Heiligenkreuz
Sophie Gräfin Attems-Heiligenkreuz, geb. Gräfin Hartig (* 27. Februar 1862 in Retz, Niederösterreich; † 1. Dezember 1937 in Wien) war eine österreichische Schriftstellerin.

## Leben
Sophie wurde als Tochter von Friedrich Graf Hartig (1818–1877), Herr auf Brunn, geboren. In Bozen heiratete sie 1888 den k.u.k. Linienschiffsleutnant Alfred Graf Attems, Freiherr auf Heiligenkreuz († 1898). Sie wurde Ehrenstiftsdame im Damenstift Maria Schul in Brünn. Nach 1900 zog sie nach Wien, wo sie gemeinsam mit ihrem Bruder Leopold Graf Hartig schriftstellerisch tätig wurde. Zusammen veröffentlichten sie Werke unter dem Pseudonym L. & S. Hartig-Attems.

## Werke
- Aus rauher Zeit (1906)
- Ein Königstraum (histor. Epos, 1909)
- Die Salzfehde (Roman, 1911)
- Der Palatin (histor. Roman, 1931)